# اچ‌ام‌اس بیترن (ال۰۷)
اچ‌ام‌اس بوتیمار (ال۰۷) (به انگلیسی: HMS Bittern (L07)) یک کشتی بود که طول آن ۲۶۶ فوت (۸۱ متر) بود. این کشتی در سال ۱۹۳۷ ساخته شد.